# Pučka čitaonica u Rumi
Pučka čitaonica je bila kulturna i prosvjetna ustanova Hrvata iz Rume.
Osnovana je 1903. godine kao dio procesa nacionalnog buđenja Hrvata u Srijemu i pokreta prosvjećivanja radi organiziranja, opismenjavanja i osposobljavanja da bi mogli nositi se s ekonomski jačim Nijemcima.
Čim je osnovana, dobila je pokrovitelja u novoosnovanoj Hrvatskoj seljačkoj zadruzi. Rumski župnik i začasni kanonik Rimokatoličke crkve Uzvišenja sv. Križa u Rumi dr Josip Paus je na osnivačkoj skupštini Zadruge upitao zadrugare za pokroviteljstvo, što su svi jednoglasno prihvatili. 
Čitaonica je radila u kući trgovca Henriha Petrovića, oca Nikole-Šokca, potonjeg aktivnog glumca i redatelja u Društvu. Danas je ta kuća u dijelom u vlasništvu Pavla Kojića, drugi dio u vlasništvu dirigenta Tamburaškog orkestra HKPD Matija Gubec Josipa Jurce, a treći dio u vlasništvu Zdenka Jurce.
Oko Pučke čitaonice okupljali su se obrtnici i zemljoradnici. Okupljali su se na Hrvatskom Bregu. Zajedno s pokroviteljem Hrvatskom seljačkom zadrugom zajednički je djelovala na kulturno-ekonomskom prosvjećivanju i razvoju. Članovi Rumske i Pučke čitaonice nalazili su se zajedno povodom vjerskih blagdana i na nedjeljnim misama u crkvi Uzvišenja sv. Križa.
Arhiv Pučke čitaonice propao je tijekom rata. Neposredno po završetku Prvog svjetskog rata, 11. svibnja osnovana je Hrvatska ratarska čitaonica. Pretpostavlja se da je to transformacija bivše Pučke čitaonice. Pravni sljednik Hrvatske ratarske čitaonice je današnji HKPD Matija Gubec iz Rume.